# Acrocercops hippuris
Acrocercops hippuris là một loài bướm đêm thuộc họ Gracillariidae. Loài này có ở Peru. Nó được miêu tả bởi Edward Meyrick năm1915.